# Петрусь Василь Васильович
Васи́ль Васи́льович Петрусь (* 2 травня 1921, Одеса — 16 липня 1992) — український диригент, кларнетист, саксофоніст (тенор), 1976 — народний артист УРСР.

## Життєпис
В дитинстві приватно навчався грі на кларнеті. Працював у Харківському теаджазі ЦК залізничників доріг Півдня — в 1938—1940 — кларнетист і саксофоніст.
1940 — в джаз-оркестрі Олександра Володарського, 1940—1946 — керівник військових оркестрів. 1945 — в джаз-оркестрі Київського військового училища зв'язку. У 1946 — артист Державного джаз-оркестру УРСР.
В 1946—1948 роках керує джаз-оркестром кінотеатру «Комсомолець України», в тому часі з колективом знявся у кінострічці «Подвиг розвідника» (1947, режисер Борис Барнет).
1951 року закінчив Київську консерваторію по класу кларнета. В 1950-х працював у інститутському джазі КПІ диригентом.
У 1956—1985 роках працює головним диригентом оркестру Київського цирку.
У 1968—1972 роках з цим колективом здійснював записи на Українському радіо — серед них знаменита «Троянди» (Ростислав Братунь / Анатолій Кос-Анатольський).
Оркестр під його керівництвом виконував супровід при записах пісень Володимира Івасюка «Я піду в далекі гори» — 1971, «Відлуння твоїх кроків», «Казка гір» — 1972.
Як диригент гастролював з різними джазовими колективами в Австралії, Аргентині, Великій Британії, Ірані, Кувейті, Нідерландах, Перу, Польщі, Японії. На замовлення Держтелерадіо СРСР творче об'єднання «Екран» зняло телефільм «Цирковий диригент».